# Marcellus-Formation

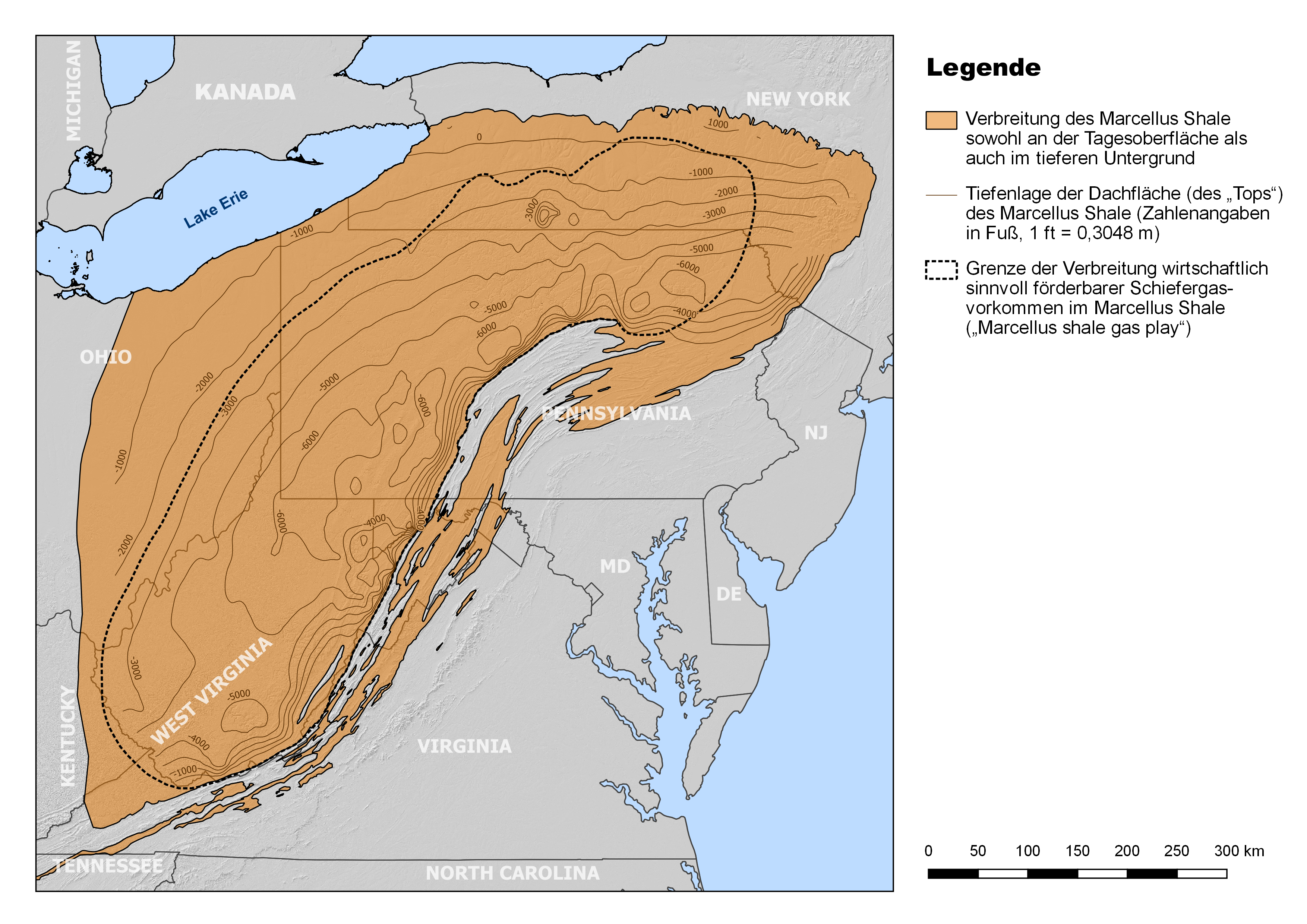
Verbreitung und Tiefenlage der Marcellus-Formation und ihrer Schiefergaslagerstätten

Die Marcellus-Formation (engl. Marcellus Shale) ist eine lithostratigraphische Einheit mariner Sedimentgesteine des Mittel-Devons im östlichen Nordamerika. Benannt ist die Formation nach einem Aufschluss in der Nähe des Dorfes Marcellus im US-Bundesstaat New York. Sie erstreckt sich auf einer Fläche von knapp 250.000 Quadratkilometern (ca. 95.000 Quadratmeilen) vor allem über die US-Bundesstaaten New York, Pennsylvania, Ohio und West Virginia, wobei sie im weit überwiegenden Teil dieses Gebietes tief im Untergrund des Appalachen-Plateaus (heutige geographische Entsprechung des Vorlandbeckensystems der spätpaläozoischen „Ur-Appalachen“, siehe Geologie) verborgen liegt.

## Geologie
Die Marcellus-Formation besteht überwiegend aus Schwarzschiefern sowie untergeordnet hellen Schiefertonen und Kalksteinen. Diese Wechselfolge entstand infolge von Meeresspiegelschwankungen während ihrer Ablagerung vor fast 400 Millionen Jahren. Die Schwarzschiefer wurden in sauerstofffreiem Wasser in größerer Meerestiefe abgelagert. Sie enthalten kaum Fossilien. Die meisten Fossilien sind in den Kalksteinen enthalten, die in flacherem Wasser zur Ablagerung kamen. Ablagerungsraum war das sogenannte Appalachian Basin, ein Vorlandbeckensystem dessen Südostrand, einschließlich des dort abgelagerten Teils der Marcellus-Formation, während der Alleghenischen Orogenese im späten Paläozoikum in den externen Appalachen-Faltengürtel (heute geographisch repräsentiert durch die sogenannte Valley-and-Ridge Province) inkorporiert wurde. Die Marcellus-Formation gehört allerdings noch zur acadischen Phase des Appalachian Basin.

## Rohstoffe

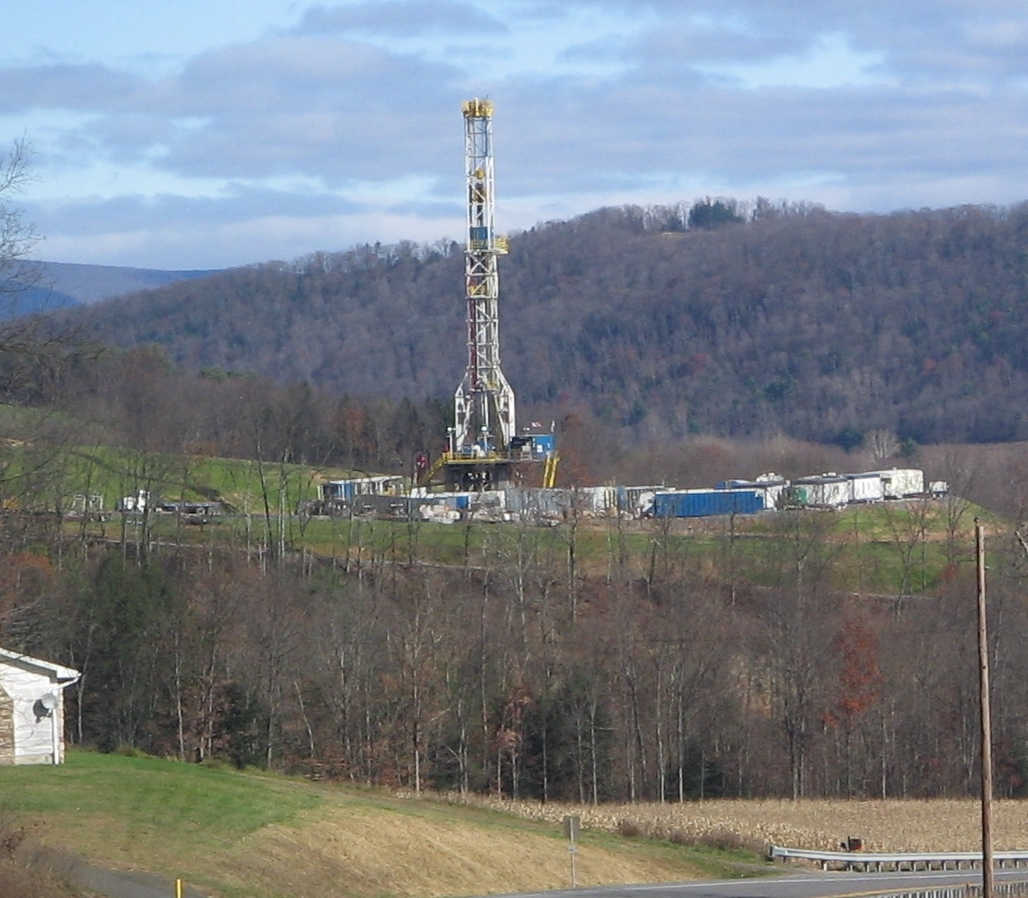
Erdgasbohrstation in der Marcellus-Formation im östlichen Lycoming County, Pennsylvania.

Die Schwarzschiefer der Marcellus-Formation enthalten sogenannte unkonventionelle Erdgasvorkommen (Schiefergas). Deren räumliche Nähe zu den Märkten an der Ostküste der Vereinigten Staaten machte ihre Erschließung attraktiv für die Energie- und Chemiewirtschaft. Gewonnen wird das Gas durch Hydraulic Fracturing (Fracking). Weil diese Methode als besonders risikobehaftet gilt, ist ihr Einsatz umstritten. Während sich Pennsylvania seit Ende der 2010er Jahre durch die Schiefergasförderung von einem energiepolitisch unbedeutenden US-Bundesstaat zum Bundesstaat mit der zweithöchsten Erdgasförderung entwickelt hat, ist die Schiefergasförderung in New York seit 2008 mit einem Moratorium belegt und seit 2014 dauerhaft verboten.
Die Schwarzschiefer enthalten zudem Eisenerz, das in der Frühphase der wirtschaftlichen Entwicklung der Region abgebaut wurde, sowie Uranerze und Pyrit.